# Wadada Leo Smith
Ishmael Wadada Leo Smith (18 de diciembre de 1941)  es un trompetista y compositor estadounidense que trabajó principalmente en el campo de la música creativa.  Fue uno de los tres finalistas del Premio Pulitzer de Música en 2013 con el álbum Ten Freedom Summers, lanzado el 22 de mayo de 2012. 

## Biografía
Nació en Leland, Misisipi donde comenzó a tocar la batería, el melófono y la trompa antes de decidirse por la trompeta. Tocó en varios grupos de R&B, se convirtió en miembro de la AACM en 1967 y cofundó Creative Construction Company, un trío con Leroy Jenkins y Anthony Braxton.  En 1971, formó su propio sello discográfico, Kabell.  También formó otra banda, New Dalta Ahkri, con miembros como Henry Threadgill, Anthony Davis y Oliver Lake. 
En la década de 1970, estudió etnomusicología en la Wesleyan University. Tocó nuevamente con Anthony Braxton, además de grabar con Derek Bailey 's Company.  A mediados de la década de 1980, se volvió rastafari y comenzó a usar el nombre de Wadada.  En 1993, comenzó a enseñar en Cal Arts,  cargo que ocupó hasta 2014. Además de la trompeta y el fliscorno, Smith toca varios instrumentos musicales del mundo, incluidos el koto, la kalimba y el atenteben (flauta de bambú de Ghana). También ha impartido cursos de fabricación de instrumentos. Sus composiciones suelen utilizar un sistema de notación gráfica que él llama "Ankhrasmation", que desarrolló en 1970. 
En 1998, con el guitarrista Henry Kaiser lanzó ¡Yo, Miles!, un tributo al entonces poco conocido período eléctrico de los años 70 de Miles Davis.  En este álbum, Smith, Kaiser y un gran elenco de músicos grabaron versiones y composiciones originales inspiradas en la música eléctrica de Miles.  Las secuelas Sky Garden (lanzado por Cuneiform en 2004) y Upriver (lanzado en 2005) se grabaron con un elenco diferente de músicos.  Ambas formaciones contaron con Michael Manring en el bajo.
El cuarteto Golden Quartet de Smith (con el que ha lanzado varios álbumes) originalmente incluía a Jack DeJohnette a la batería, Anthony Davis a los teclados y Malachi Favors al bajo.  Después de varias iteraciones, el Golden Quartet ahora cuenta con Pheeroan akLaff a la batería, John Lindberg al bajo y Davis al piano. 
Durante la década de 2000, grabó álbumes para el sello discográfico Tzadik de John Zorn, así como para Pi Recordings. En 2008, él y su Golden Quartet lanzaron un DVD titulado Freedom Now. 
Smith ha vivido en New Haven, Connecticut durante muchos años, ciudad donde ayudó a crear una cultura destacada para la música creativa. 

## Discografía

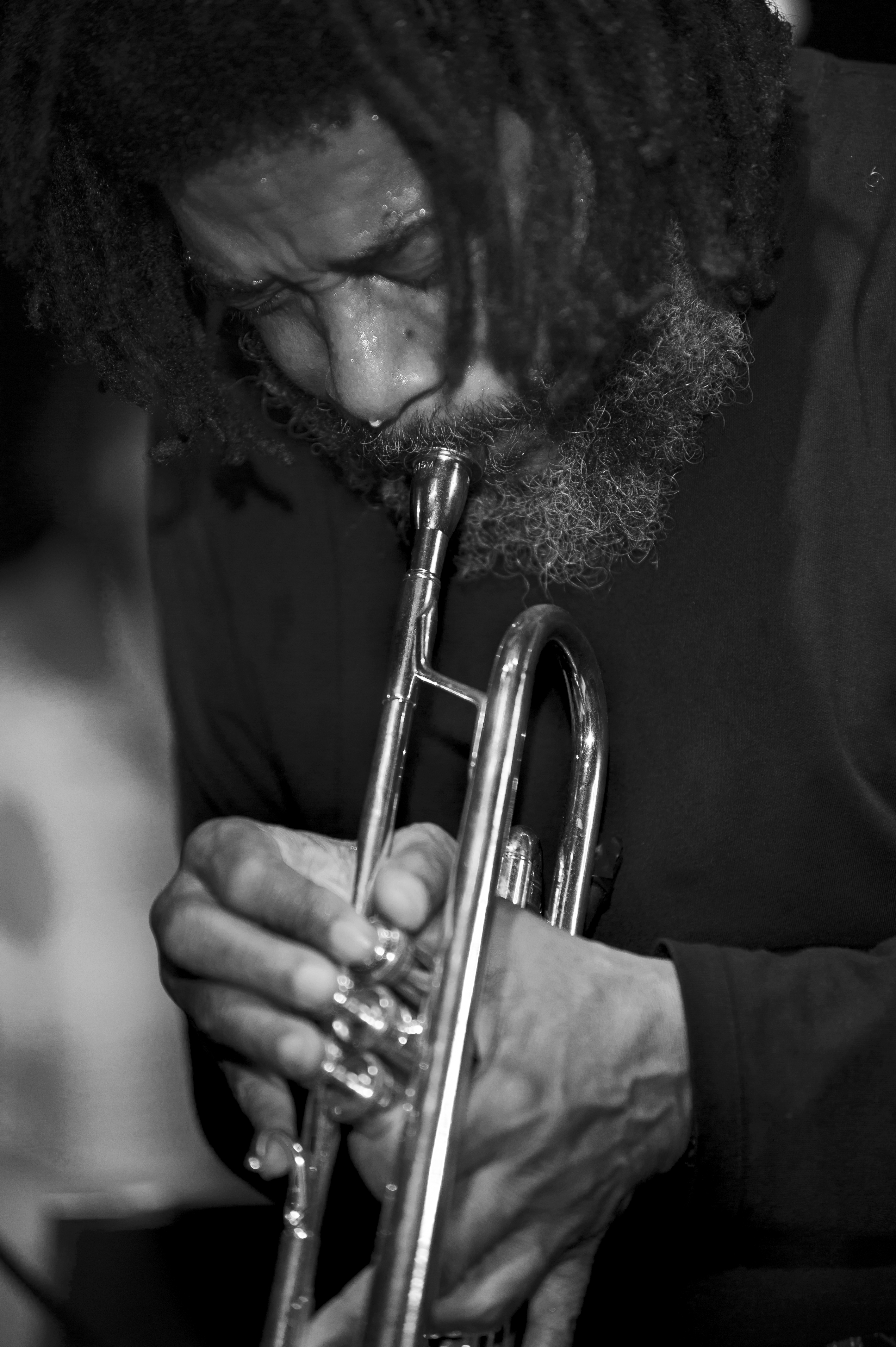
Wadada Leo Smith, Festival Visión XIII

### Como líder/colíder
- 1972: Creative Music - 1 (Kabell)
- 1975: Reflectativity (Kabell)
- 1977: Song of Humanity (Kabell)
- 1978: The Mass on the World (Moers)
- 1979: Solo Music: Ahkreanvention (Kabell)
- 1979: Divine Love (ECM)
- 1979: Budding of a Rose (Moers)
- 1979: Spirit Catcher (Nessa)
- 1980: Touch the Earth (FMP)
- 1982: Go in Numbers (Black Saint)
- 1982: Human Rights (Kabell)
- 1983: If You Want the Kernels You Have to Break the Shells (FMP)
- 1983: Procession of the Great Ancestry (Nessa, 1989)
- 1983: Rastafari (Sackville)
- 1993: Kulture Jazz (ECM)
- 1996: Tao-Njia (Tzadik)
- 1997: Golden Hearts Remembrance[5] con N'da Kulture (Chap Chap, 2020)
- 1997: Prataksis (Ninewinds)
- 1998: Condor, Autumn Wind (Wobbly Rail)
- 1999: Light Upon Light (Tzadik)
- 2000: Reflectativity (Tzadik)
- 2000: Golden Quartet (Tzadik)
- 2001: Red Sulphur Sky (Tzadik)
- 2002: The Year of the Elephant[6] (Pi)
- 2002: Luminous Axis (Tzadik)
- 2003: Organic Resonance (Pi)
- 2004: Lake Biwa (Tzadik)
- 2004: Saturn, Conjunct the Grand Canyon in a Sweet Embrace (Pi)
- 2005: Snakish (Leo)
- 2006: Compassion (Meta/Kabell)
- 2007: Wisdom in Time[7] (Intakt)
- 2008: Tabligh (Cuneiform)
- 2009: America (Tzadik)
- 2009: Spiritual Dimensions (Cuneiform)
- 2009: Abbey Road Quartet (Treader)
- 2010: The Blue Mountain's Sun Drummer (Kabell)
- 2011: Heart's Reflections (Cuneiform)
- 2011: Dark Lady of the Sonnets (TUM)
- 2011: Nessuno[8] con Pauline Oliveros, Roscoe Mitchell & John Tilbury (IDA 035 – 2016)
- 2012: Ten Freedom Summers[9] (Cuneiform)
- 2012: Ancestors (TUM)
- 2013: Occupy the World (TUM)
- 2014: Sonic Rivers (Tzadik) con George E. Lewis & John Zorn
- 2014: Red Hill[10] (RareNoise) con Jamie Saft, Joe Morris & Balazs Pandi
- 2014: The Great Lakes Suites (TUM)
- 2014: June 6th 2013 (Novara Jazz) con Eco D'Alberi
- 2015: Celestial Weather (TUM) con John Lindberg
- 2016: A Cosmic Rhythm with Each Stroke (ECM) con Vijay Iyer
- 2016: America's National Parks[11] (Cuneiform)
- 2017: Najwa (TUM)
- 2017: Solo: Reflections and Meditations on Monk (TUM)
- 2017: Aspiration[12] con Satoko Fujii, Natsuki Tamura, Ikue Mori
- 2018: The Haunt[13]  con Bobby Naughton & Perry Robinson
- 2020: Pacific Light and Water/Wu Xing – Cycle of Destruction[14] con Barry Schrader
- 2021: Sun Beans of Shimmering Light[15] con Douglas Ewart, Mike Reed
- 2021: Trumpet (TUM) solo trumpet
- 2021: Sacred Ceremonies (TUM) con Milford Graves and Bill Laswell
- 2021: The Chicago Symphonies (TUM)
- 2021: A Love Sonnet For Billie Holiday (TUM) con Jack DeJohnette & Vijay Iyer
- 2022: String Quartets Nos. 1–12 (TUM)
- 2022: The Emerald Duets (TUM) con Pheeroan akLaff, Andrew Cyrille, Han Bennink & Jack DeJohnette

### Compilaciones
- Kabell Years: 1971–1979 (Tzadik, 2004)

### Como acompañante
Con Muhal Richard Abrams
- Young at Heart/Wise in Time (Delmark, 1974)

Con Marion Brown
- Geechee Recollections (Impulse!, 1973)

Con Anthony Braxton
- 3 Compositions of New Jazz (Delmark, 1968)
- Silence (Freedom, 1969 [1975]) with Leroy Jenkins
- Anthony Braxton (BYG Actuel, 1969)
- This Time... (BYG Actuel, 1970)
- Trio and Duet (Sackville, 1974)
- Creative Orchestra Music 1976 (Arista, 1976)
- Creative Orchestra (Köln) 1978 (hatART, 1978-1995)

Con Creative Construction Company
- Creative Construction Company (Muse, 1970-1975)
- Creative Construction Company Vol. II (Muse, 1970-1976)

Con Andrew Cyrille
- Lebroba (ECM, 2018)

Con Leroy Jenkins
- For Players Only (JCOA Records, 1975)

Con Henry Kaiser
- Yo, Miles![16] [17](Shanachie, 1998)
- Sky Garden (Cuneiform, 2004)
- Upriver (Cuneiform, 2004)

Con Bill Laswell
- The stone[18] (2014)

Con Frank Lowe
- The Flam (Black Saint, 1975)

Con Maurice McIntyre
- Humility in the Light of the Creator (Delmark, 1969)

Con Roscoe Mitchell
- Sketches from Bamboo (Moers Music, 1979)

Con Matthew Shipp
- New Orbit (Thirsty Ear, 2001)

Con Spring Heel Jack
- The Sweetness of the Water (Thirsty Ear, 2004)
- Hackney Road (Treader, 2018) with Pat Thomas and Steve Noble

Con John Zorn
- 50th Birthday Celebration Volume 8 (Tzadik, 2003)
- The Unknown Masada (Tzadik, 2003)